# Хуан Цянь
Хуан Цянь (кит. трад. 黄茜; нар. 18 липня 1986, Чунцін) — китайська шахістка, гросмейстер серед жінок від 2008 року.
У складі збірної Китаю переможниця шахової олімпіади 2004 року, командних чемпіонату світу 2017, 2009 та 2019 років.
Її рейтинг станом на березень 2020 року — 2433 (35-те місце у світі, 7-ме — серед шахісток Китаю).

## Шахова кар'єра
У 1998—2003 роках кілька разів представляла Китай на чемпіонатах світу серед дівчат у різних вікових категоріях (найкращий результат: Орпеза 2000 — 4-те місце, ЧС до 14 років). Двічі кваліфікувалась на чемпіонати світу серед жінок, які проходили за олімпійською системою, в обох випадках програвши свої поєдинки в 1-му раунді: 2001 року — Хоанг Тхань Чанг, 2004 року — Тетяні Косинцевій).
На чемпіонаті Китаю серед жінок 2010 року посіла 2-ге місце, а 2012 року — стала чемпіонкою Китаю. Досягнула низки інших турнірних успіхів, зокрема: поділила 2-ге місце в Юнчуані (2003, зональний турнір, позаду Сюй Юаньюань, разом з Ван Юй), здобула бронзову медаль Пекінської інтеліади 2008 (швидкі шахи, позаду Антоанети Стефанової та Чжао Сюе), здобула срібну медаль чемпіонату Азії серед жінок (Субік-Бей-Фріпорт 2009, позаду Чжан Сяовень), а також поділила 3-тє місце в Пекіні (2009, зональний турнір, позаду Шень Ян і Жуань Луфей, разом з Цзюй Веньцзюнь). 2013 року в Пасау стала чемпіонкою Азії.
Неодноразово представляла Китай на командних змаганнях, зокрема:
- тричі на шахових олімпіадах (2004, 2010, 2012); чотириразова медалістка: в командному заліку — золота (2004) і двічі срібна (2010, 2012), а також в особистому заліку — золота (2012 — 4-та шахівниця)[5],
- чотири рази на командних чемпіонатах світу (2007, 2009, 2013, 2019); п'ятиразова медалістка: в командному заліку — тричі золота (2007, 2009, 2019), срібна (2013), а також в особистому заліку — золота (2019 — 3-тя шахівниця) та срібна (2009 — 5-та шахівниця)[6],
- тричі на командних чемпіонатах Азії (2003, 2008, 2012); п'ятиразова медалістка: в командному заліку — тричі золота (2003, 2008, 2012), а також в особистому заліку — двічі золота (2008 — на 2-й шахівниці, 2012 — на 4-й шахівниці)[7].

Найвищий рейтинг Ело в кар'єрі мала станом на 1 вересня 2013 року, досягнувши 2494 балів займала тоді 20-те місце в світовому рейтинг-листі ФІДЕ, одночасно займаючи 5-те місце серед китайських шахісток.

## Зміни рейтингу
| На цьому місці має відображатися графік чи діаграма, однак з технічних причин його відображення наразі вимкнено. Будь ласка, не видаляйте код, який викликає це повідомлення. Розробники вже працюють для того, щоби відновити штатне функціонування цього графіка або діаграми. | |
| | На цьому місці має відображатися графік чи діаграма, однак з технічних причин його відображення наразі вимкнено. Будь ласка, не видаляйте код, який викликає це повідомлення. Розробники вже працюють для того, щоби відновити штатне функціонування цього графіка або діаграми. |